# Cấy ghép ruột
Ghép ruột non hoặc cấy ghép ruột là phẫu thuật thay thế ruột non cho các trường hợp mãn tính và cấp tính của suy ruột. Mặc dù suy đường ruột đôi khi có thể được điều trị bằng các liệu pháp thay thế như dinh dưỡng ngoài đường tiêu hóa (PN), các biến chứng như bệnh gan liên quan đến PN và hội chứng ruột ngắn có thể làm cho việc cấy ghép trở thành lựa chọn khả thi duy nhất. Loại ghép tạng hiếm nhất được thực hiện, ghép ruột đang ngày càng trở nên phổ biến như là một lựa chọn điều trị do cải thiện các trung tâm ức chế miễn dịch, kỹ thuật phẫu thuật, PN và quản lý lâm sàng của bệnh nhân trước và sau ghép.

## Lịch sử
Ghép ruột có từ năm 1959, khi một nhóm các bác sĩ phẫu thuật tại Đại học Minnesota do Richard C. Lillehei dẫn đầu đã báo cáo cấy ghép thành công ruột non ở chó. Năm năm sau, vào năm 1964, Ralph Deterling ở Boston đã thử ghép ruột đầu tiên ở người, mặc dù không thành công. Trong hai thập kỷ tiếp theo, những nỗ lực cấy ghép ruột non ở người đã gặp phải thất bại trên toàn cầu và bệnh nhân đã chết vì các biến chứng kỹ thuật, nhiễm trùng huyết hoặc cơ thể từ chối ruột ghép. Tuy nhiên, việc phát hiện ra ciclosporin ức chế miễn dịch vào năm 1972 đã kích hoạt một cuộc cách mạng trong lĩnh vực y học cấy ghép. Do phát hiện này, vào năm 1988, ca ghép ruột thành công đầu tiên được thực hiện ở Đức bởi E. Deltz, ngay sau đó là các đội ở Pháp và Canada. Ghép ruột đã không còn là một thủ tục thử nghiệm, mà là một liệu pháp cứu sống người. Năm 1990, một loại thuốc ức chế miễn dịch mới hơn, tacrolimus, đã xuất hiện trên thị trường như là một thay thế vượt trội so với ciclosporin. Trong hai thập kỷ kể từ đó, những nỗ lực ghép ruột đã cải thiện rất nhiều về cả số lượng và kết quả.